# Erika Piancastelli

Erika Piancastelli firma per la Bertazzoni Collecchio Softball

Erika Piancastelli (Modena, 20 giugno 1996) è una giocatrice di softball italiana.

## Carriera
Nata a Modena, Piancastelli si è trasferita a Carlsbad, in California, all'età di cinque anni.
Si è diplomata alla Carlsbad High School nel 2014.
Dopo il liceo si è laureata alla McNeese State University di Lake Charles, nella Louisiana.
Ha debuttato con la squadra di softball McNeese State Cowgirls il 6 febbraio 2015, battendo 2/4 con una doppia e un RBI.
Al primo anno di college ha vinto il premio di Freshman e Player of the Year nella sua conference, è stata nominata nella Third Team All-American dalla National Fastipitch Coaches Association dopo essere stata la migliore della sua squadra per valide, media battuta, RBI, fuoricampo, doppie e slugging. Stabilì il nuovo record di fuoricampo della scuola.
Al secondo anno, Piancastelli ha vinto nuovamente il premio di Player of the Year nella sua conference. Ha battuto nuovamente il record della scuola in home-run, slugging e basi su ball.
Al terzo anno di college, ha vinto nuovamente il premio di giocatrice dell'anno.
Al quarto anno di college, ha vinto il quarto consecutivo premio di giocatrice dell'anno.
Piancastelli detiene il record di tutte le statistiche di attacco delle Cowgirls, ad esclusione di valide e triple. Ha il record di RBI, fuoricampo, doppie, slugging e basi su ball del Southland. In tutta la NCAA è settima in basi su ball e slugging in carriera.
Dal 2018 al 2021 ha giocato a Forlì nel campionato di Serie A1 di softball. Nel 2021 ha vinto il campionato italiano da capitana.
Nel 2020 ha giocato nella neonata lega americana di softball Athletes Unlimited.
Dal 2022 gioca per le SHG Galaxy Stars della massima serie giapponese.
A gennaio 2025, a Collecchio di Parma, presso la sede di Bertazzoni Veicoli Speciali, Erika Piancastelli firma il cartellino per la "Bertazzoni Collecchio Softball"  dove tornerà a giocare in serie A1 (quando non impegnata nel campionato nipponico). L'operazione è stata fortemente voluta dalla Società Collecchio Baseball Club e resa possibile dallo sponsor Bertazzoni, azienda di Collecchio che si occupa della realizzazione di veicoli di polizia. La Bertazzoni Collecchio Softball nel 2025 sarà allenata dalla madre di Erika, Loredana Auletta.   

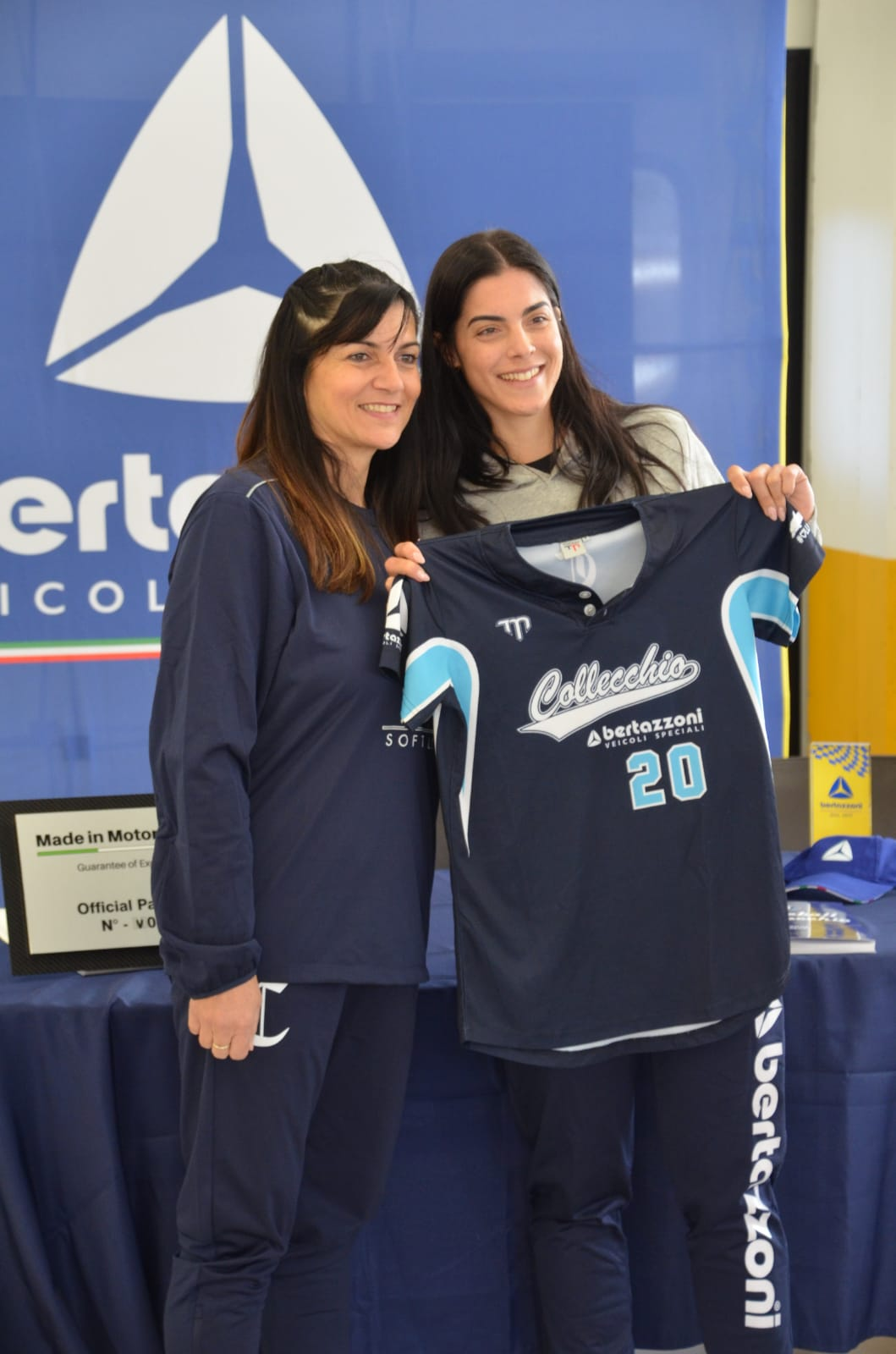
Erika Piancastelli mostra la maglia della Bertazzoni Collecchio Softball vicino alla madre Loredana Auletta (coach del medesimo team)

## Nazionale italiana
Piancastelli conta 107 presenze con la nazionale italiana di softball.
In nazionale ha vinto l'Europeo nel 2015, nel 2019, nel 2021 e nel 2024.
Ha partecipato alle Olimpiadi di Tokyo nel 2021.

## Vita privata
La madre di Erika Piancastelli è Loredana Auletta, anch'ella giocatrice di softball e atleta olimpica, avendo partecipato alle Olimpiadi di Sydney del 2000 con la nazionale italiana.
Il padre è Pier Piancastelli, ex giocatore di baseball in A1 con Modena.